# Зінченко Олександр Васильович
Олекса́ндр Васи́льович Зінче́нко (нар. 18 листопада 1977 — пом. 17 вересня 2015) — солдат 72-ї окремої механізованої бригади Збройних сил України, загинув в ході російсько-української війни.
Донька 2007 року народження 
Другого  шлюбу,ніколи не було

## Життєпис
Народився 1972 року в місті Фастів Київської області. Рано лишився без батьків (батько загинув від наслідків Чорнобильської катастрофи). Закінчив фастівську ЗОШ № 12, протягом 1990—1992 років проходив службу в лавах Збройних сил України, Національна гвардія — у місті Донецьк. Демобілізувавшись, пішов працювати охоронцем у місті Києві, був начальником зміни.
Від самого початку Революції Гідності перебував на Майдані. 2014 року пішов у добровольчий батальйон. У січні 2015 року офіційно призваний, солдат, сапер-розвідник 72-ї окремої механізованої бригади.
Загинув 17 вересня 2015-го під час розмінування лісосмуги на околиці села Старогнатівка Донецької області внаслідок підриву на міні. Тоді ж загинув старший лейтенант Олександр Вапняр.
Похований на Алеї слави Інтернаціонального кладовища міста Фастів.
Без Олександра лишилися  донька Софія 2007 р.н.

## Нагороди та вшанування
- Указом Президента України № 9/2016 від 16 січня 2016 року, «за особисту мужність і високий професіоналізм, виявлені у захисті державного суверенітету та територіальної цілісності України, вірність військовій присязі», нагороджений орденом «За мужність» III ступеня (посмертно)[1].

- 16 вересня 2016 року у фастівському НВК «ДНЗ-ЗОШ І—ІІ  ст. № 12» відкрито меморіальну дошку Олександрові Зінченку.

- Рішенням Фастівської міської ради № 8-VIII-VII від 29 січня 2016 року вулицю Комунарів перейменовано на вулицю Олександра Зінченка[2].